# Rolnik Biedrzychowice
LKS Rolnik Biedrzychowice-Głogówek – polski kobiecy klub piłkarski z Biedrzychowic, powstały 20 listopada 1983 roku. Obecnie (2020/2021) występuje w rozgrywkach Ekstraligi, a swoje spotkania rozgrywa na Stadionie Miejskim w Głogówku.
Klub został założony 20 listopada 1983 roku. W 1988 roku przystąpił do rozgrywek organizowanych przez PZPN. W latach 1992–1994 występował w II lidze czeskiej. W latach 2000–2002 zespół grał w I lidze (obecna Ekstraliga). Na najwyższy poziom kobiecych rozgrywek ligowych w Polsce powrócił w 2019 roku.

## Sukcesy w Pucharze Polski
- 1/4 finału Pucharu Polski kobiet 2002/2003: Rolnik Biedrzychowice 1:5 Podgórze Kraków
- 1/8 finału Pucharu Polski kobiet 2016/2017: Rolnik Biedrzychowice 3:9 AZS PWSZ Wałbrzych
- 1/8 finału Pucharu Polski kobiet 2018/2019: Rolnik Biedrzychowice 1:1 (k. 4:5) Mitech Żywiec
- 1/8 finału Pucharu Polski kobiet 2019/2020: KKP Bydgoszcz 1:0 Rolnik Biedrzychowice